# Sosna wirginijska
Sosna wirginijska (Pinus virginiana Mill.) – gatunek drzewa iglastego należący do rodziny sosnowatych (Pinaceae). Sosna wirginijska występuje w stanie dzikim we wschodnich rejonach USA. Obszar jej występowania rozciąga się od południowego New Jersey na zachód przez Pensylwanię i południowe Ohio aż do Karoliny Południowej, północnej Georgii, północnej Alabamy i północnej Missisipi. Żyje średnio 65-90 lat, rzadko osiąga wiek 150 lat.

## Morfologia

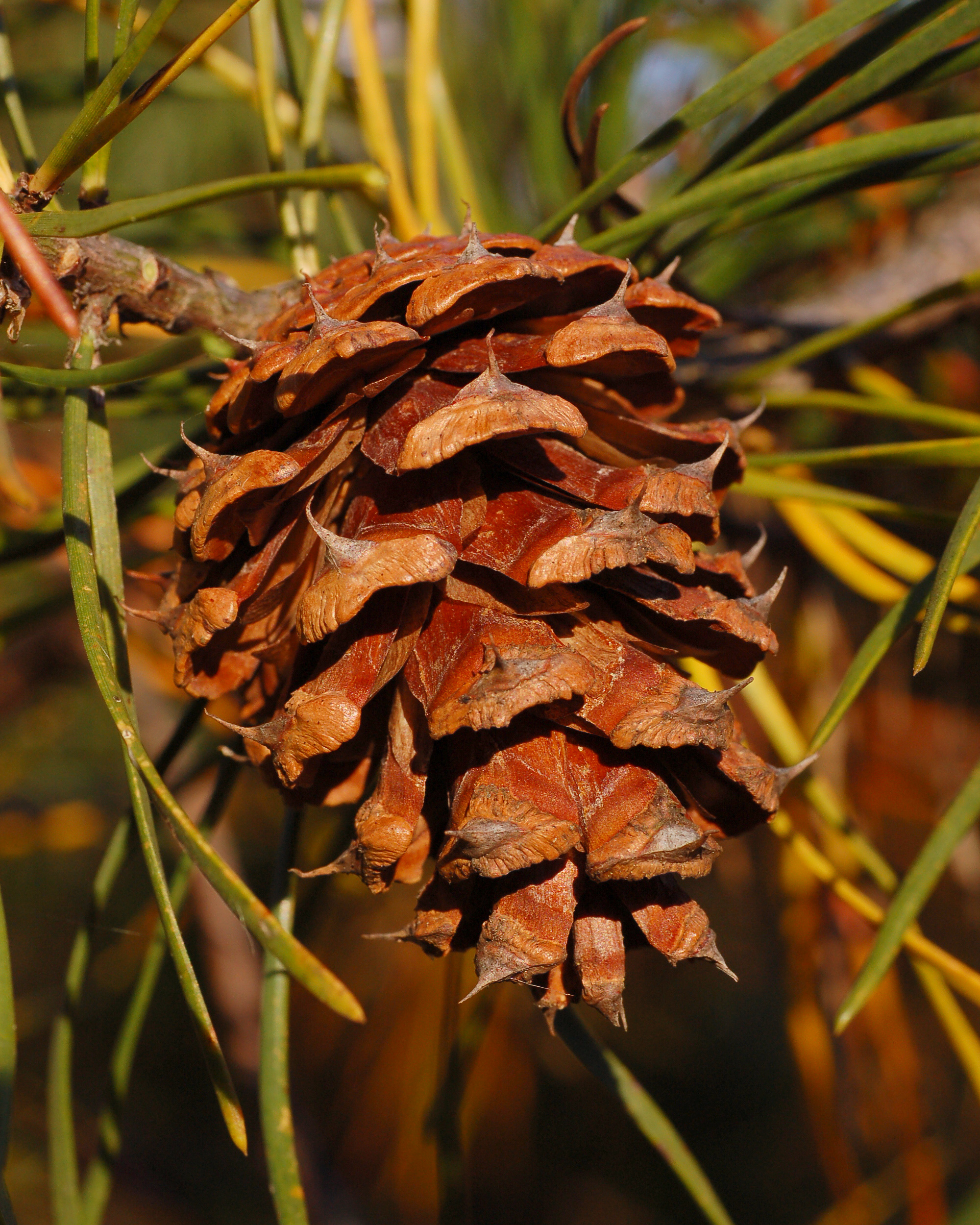
Szyszka sosny wirginijskiej

PokrójDrzewo wiecznie zielone o ubogiej, nieregularnej koronie, spłaszczonej na czubku.
PieńŚrednica pnia do ok. 80 cm, osiąga 9–18(32) m wysokości. Kora na młodych gałęziach gładka, cienka, brunatno-czerwona, przypomina korę sosny zwyczajnej, z czasem pokrywa się licznymi pęknięciami, grubieje.
LiścieIgły zebrane w pęczki po 2, długości (2-)4–8 cm, grubości 1–1,5 mm, sztywne, ciemnozielone lub żółtawo-zielone, delikatnie skręcone.
SzyszkiSzyszki męskie są cylindryczne, żółte, zlokalizowane blisko szczytu gałązki, osiągają 10–20 mm długości. Szyszki żeńskie początkowo żółto-czerwone. Dojrzałe jajowate, brązowe, osiągają 4–7 cm długości i 3 cm średnicy. Tarczki łusek zakończone niewielkim kolcem. Nasiona długości 4–7 mm, z wąskim skrzydełkiem o długości 20 mm.
KorzeńSystem korzeniowy dosyć płytki, z wyjątkiem egzemplarzy rosnących na głębokich piaskach, gdzie główny korzeń może osiągać 2–3 m długości.

## Biologia i ekologia
Drzewo jednopienne, wiatropylne. Pylenie następuje od marca do maja, w zależności od szerokości geograficznej. Do zapłodnienia dochodzi 13 miesięcy po zapyleniu. Szyszki dojrzewają na przełomie października i listopada w następnym sezonie, pozostają na drzewie przez kilka do kilkunastu lat. Igły opadają po 3–4 latach.
Rośnie na wysokości 15–760 m n.p.m. Preferuje gleby gliniaste oraz iły, chociaż toleruje także kwaśne i suche podłoże. Tworzy czysto-gatunkowe lasy iglaste lub, razem z innymi gatunkami sosen, lasy mieszane, głównie z dębem. Na obszarze Appalachów rośnie razem z sosną smołową (P. rigida) oraz sosną kłującą (P. pungens). Na wschodnich wybrzeżach Wirginii i Maryland rośnie razem z P. taeda i ambrowcem amerykańskim (Liquidambar styraciflua). Lubi stanowiska nasłonecznione, nie toleruje zacienienia. Średnie temperatury letnie na obszarze występowania wynoszą od 21° do 24 °C, zimowe od -4° do 4 °C.
Nasiona sosny wirginijskiej są ważnym źródłem pokarmu dla wielu małych ssaków i ptaków.

## Systematyka
Synonimy: Pinus inops Aiton, Pinus turbinata Bosc ex Loudon.
Pozycja gatunku w obrębie rodzaju Pinus:
- podrodzaj Pinus
  - sekcja Trifoliae
    - podsekcja Contortae
      - gatunek P. virginiana

## Zastosowanie
Dzięki łatwej adaptacji, wykorzystywana do zalesiania kopalnianych wyrobisk. Niegdyś stosowana do wyrobu stempli i podkładów kolejowych, obecnie stała się źródłem miazgi drzewnej.